# Mount Casey
Mount Casey ist ein 2100 m hoher Berg im ostantarktischen Viktorialand. In der Mountaineer Range ragt er 8 km ostnordöstlich des Mount Monteagle an der Nordflanke des Oakley-Gletschers auf.
Der United States Geological Survey kartierte ihn anhand eigener Vermessungen und Luftaufnahmen der United States Navy aus den Jahren von 1960 bis 1964. Das Advisory Committee on Antarctic Names benannte ihn 1969 nach Leutnant Dennis Casey von den Reservestreitkräften der US Navy, katholischer Kaplan der Überwinterungsmannschaft auf der McMurdo-Station im Jahr 1967.